# حزب العدالة (تركيا)
كان حزب العدالة (بالتركية: Adalet Partisi)‏ واختصاره (AP)، حزبًا سياسيًا تركيًا بارزًا في الستينيات والسبعينيات، أُنشئ في 11 فبراير 1961م. وُلد الحزب ليُكمل مسيرة حزب الديمقراطية الذي أُغلق في 29 سبتمبر 1961م. سيطر على الحزب سليمان ديميريل الذي شغل ست مرات منصب رئيس وزراء تركيا، وكان في السلطة وقت الانقلاب العسكري في 12 سبتمبر 1980م.
قُمِعَ حزب العدالة مباشرة عقب انقلاب 1980م العسكري، إلى جانب جميع الأحزاب السياسية الأخرى في تركيا.أُعيد تأسيس الحزب لاحقًا باسم «حزب الطريق القويم» عام 1983م.
كان حزب العدالة حزباً محافظاً ليبرالياً يدعو إلى المبادئ الكمالية والديمقراطية البرلمانية واقتصاد السوق، وكان يدعم بقوة العضوية في الناتو وعلاقات تركيا الوثيقة مع الولايات المتحدة.
| انتخاب | الأصوات | الأصوات | الأصوات | مقاعد     | مقاعد  |
| انتخاب | #       | ٪       | مرتبة   | #         | ±      |
| ------ | ------- | ------- | ------- | --------- | ------ |
| 1961   | 3527435 | 34.8    | 2       | 158 / 450 | الجديد |
| 1965   | 4921235 | 52.9    | 1       | 240 / 450 | ▲ 82   |
| 1969   | 4229712 | 46.5    | 1       | 256 / 450 | ▲ 16   |
| 1973   | 3197897 | 29.8    | 2       | 149 / 450 | ▼ 107  |
| 1977   | 5468202 | 36.9    | 2       | 189 / 450 | ▲ 40   |